# Cape St. Francis
Cape St. Francis (Afrikaans : Kaap St Francis - Cap Saint François en français) est un village d'Afrique du Sud situé dans la province du Cap-Oriental, à environ 1 h 30 de route au sud-ouest de Port Elizabeth. C'est un spot de référence pour les surfeurs. Il fut rendu célèbre par le film L'été sans fin (1964). 
La baie où se situe le cap fut baptisée en l'honneur de saint François d'Assise.

## Localisation
Cape St Francis, Francis Bay et Port St Francis constituent le secteur balnéaire de St Francis. Cape St Francis est le secteur le plus rural, comprenant des maisons d'habitations, un phare (Phare Seal Point) et des plages. La rue principale de Cape St Francis est Da Gama Road.
Cape St Francis est situé à 30 km au sud de Humansdorp par la route R330.

## Démographie

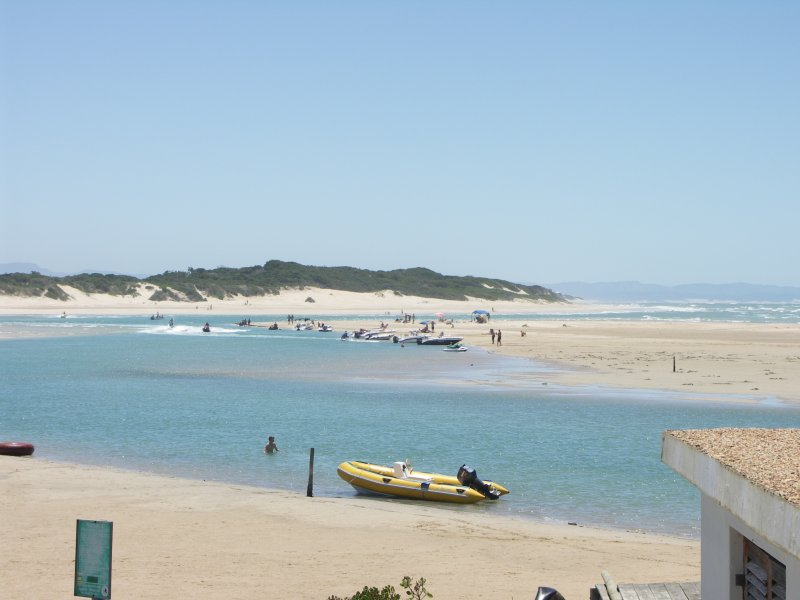
Plages de St Francis.

Selon le recensement de 2011, Cape St Francis compte 342 habitants, essentiellement blancs (94,74 %). 
L'anglais sud-africain est la langue maternelle majoritairement utilisée par la population locale (55,56 %) devant l'afrikaans (42,11 %).

## Historique
Le phare fut construit au Cap en 1878 mais le village ne se développa qu'à partir des années 1960 en tant que complexe balnéaire. En 1978, le village passe sous la gestion administrative de Humansdorp et est depuis 2000 une des localités de la municipalité de Kouga. 

## Tourisme
Cape St Francis est une destination balnéaire populaire (plage, surf, sports nautiques, pêches, observation de baleines). 